# Gustav Kroupa
Gustav Kroupa (30. srpna 1857 v Mutějovicích – 31. května 1935 ve Vídni) byl česko-rakouský důlní inženýr. V roce 1886 byl činný jako inženýr a správce uranových dolů v Jáchymově, kde byl od roku 1898 ředitelem.

## Činnost
Kroupa nechal v Bezdružicích nainstalovat a soustředit vyklápění odpadních zbytků po louhování rudy při zpracování smolince (uraninitu) při výrobě uranu a nechal je převážet k získávání stříbra do příbramských dolů. Později také podpořil vědeckou práci Marie Curie-Sklodovské, která pro svůj výzkum potřebovala značné množství smolince, tím, že jí a jejímu manželovi přenechával odpadní materiál. Přitom z dodaných 10 tun smolincového odpadu Marie a Pierre Curieovi izolovali 3 gramy radioaktivních materiálů. Při těchto výzkumech byly objeveny nové radioaktivní prvky radium a polonium jako vedlejší produkty při zpracování uranu.
V letech 1903 až 1914 Kroupa působil jako redaktor rakouského časopisu o hornictví a hutnictví. V letech 1915 až 1919 byl šéfredaktorem časopisu „Bergbau und Hütte“.